# جين ليتلز
جين ليتلز (بالإنجليزية: Gene Littles)‏ مواليد 29 يونيو 1943 في واشنطن العاصمة، هو لاعب كرة سلة أمريكي سابق تحول إلى التدريب بعد الاعتزال. بدأ مسيرته الاحترافية في سنة 1969. تم اختياره من قبل فريق نيويورك نيكس خلال الدرافت. حمل الرقم 23. اعتزل اللعب في 1975.

## إحصائيات المسيرة
| الفريق             | السنة   | G   | W  | L   | W–L% | النهاية | PG | PW | PL | PW–L% | النتيجة                  |
| ------------------ | ------- | --- | -- | --- | ---- | ------- | -- | -- | -- | ----- | ------------------------ |
| كليفلاند كافالييرز | 1985–86 | 15  | 4  | 11  | .267 | 5       | –  | –  | –  | –     | غاب عن الأدوار الإقصائية |
| شارلوت هورنتس      | 1989–90 | 42  | 11 | 31  | .262 | 7       | –  | –  | –  | –     | غاب عن الأدوار الإقصائية |
| شارلوت هورنتس      | 1990–91 | 82  | 26 | 56  | .317 | 7       | –  | –  | –  | –     | غاب عن الأدوار الإقصائية |
| دنفر ناغتس         | 1994–95 | 16  | 3  | 13  | .188 | (مؤقت)  | –  | –  | –  | –     | –                        |
| المسيرة            |         | 155 | 44 | 111 | .284 |         | –  | –  | –  | –     |                          |

## روابط خارجية
- جين ليتلز على موقع سبورتس رفرنس (الإنجليزية)
- جين ليتلز على موقع ريلجم (الإنجليزية)
- جين ليتلز على موقع بروبوليرز (الإنجليزية)
- جين ليتلز على موقع سبورتس رفرنس (الإنجليزية)
- جين ليتلز على موقع كلية كرة السلة في سبورتس رفرنس.كوم (الإنجليزية)
- جين ليتلز على موقع قاعة كارولاينا الشمالية للمشاهير الرياضية (الإنجليزية)